# Siti di interesse comunitario della Liguria
Nella regione Liguria sono presenti  126 siti di interesse comunitario, cioè località di rilevante interesse ambientale in ambito CEE riferiti alla regione biogeografica mediterranea". Le località, definite con l'acronimo SIC, sono state proposte sulla base del Decreto 25/3/2005, pubblicato sulla Gazzetta Ufficiale della Repubblica Italiana n. 157 dell'8 luglio 2005 e predisposto dal Ministero dell'Ambiente e della Tutela del Territorio e del Mare ai sensi della direttiva CEE.

## Elenco dei SIC e delle ZPS della Liguria

### Provincia di Imperia
La lista che segue è stata aggiornata nel giugno 2016 a cura della regione Liguria; nota: M sta per SIC marino, T per terrestre.
| Definizione dell’area (Comune di appartenenza)                                        | SIC/ZPS | Immagine | Codice Natura 2000 | Note | Sup. | Coordinate             |
| ------------------------------------------------------------------------------------- | ------- | -------- | ------------------ | ---- | ---- | ---------------------- |
| Cima di Piano Cavallo - Bric Cornia                                                   | SIC     |          | IT1313712          | T    | 4486 | 44.113056°N 7.793611°E |
| Monte Monega - Monte Prearba                                                          | SIC     |          | IT1314609          | T    | 3670 | 44.029167°N 7.813056°E |
| Monte Saccarello - Monte Fronté                                                       | SIC     |          | IT1314610          | T    | 3927 | 44.055833°N 7.748333°E |
| Monte Gerbonte                                                                        | SIC     |          | IT1314611          | T    | 2261 | 44.011111°N 7.693889°E |
| Campasso - Grotta Sgarbu Du Ventu (Pieve di Teco)                                     | SIC     |          | IT1314723          | T    | 105  | 44.004444°N 7.934722°E |
| Gouta - Testa d'Alpe - Valle Barbaira (Apricale, Isolabona, Pigna, Rocchetta Nervina) | SIC     |          | IT1315313          | T    | 1512 | 43.93°N 7.585556°E     |
| Monte Ceppo (Bajardo, Pigna, Castel Vittorio)                                         | SIC     |          | IT1315407          | T    | 3055 | 43.938056°N 7.762222°E |
| Lecceta di Langan (Rezzo)                                                             | SIC     |          | IT1315408          | T    | 238  | 43.953611°N 7.714167°E |
| Monte Toraggio - Monte Pietravecchia                                                  | SIC     |          | IT1315421          | T    | 2648 | 43.966944°N 7.667778°E |
| Monte Carpasina (Borgomaro, Molini di Triora, Montalto Carpasio)                      | SIC     |          | IT1315503          | T    | 1353 | 43.968889°N 7.853611°E |
| Bosco di Rezzo                                                                        | SIC     |          | IT1315504          | T    | 1083 | 44.003056°N 7.841111°E |
| Pizzo d'Evigno                                                                        | SIC     |          | IT1315602          | T    | 2198 | 43.974167°N 8.041667°E |
| Fondali Capo Berta - Diano Marina - Capo Mimosa                                       | SIC     |          | IT1315670          | M    | 1518 | 43.905278°N 8.0925°E   |
| Monte Abellio (Dolceacqua, Rocchetta Nervina)                                         | SIC     |          | IT1315714          | T    | 744  | 43.891111°N 7.573333°E |
| Castel d'Appio (Ventimiglia)                                                          | SIC     |          | IT1315715          | T    | 9,3  | 43.8025°N 7.573889°E   |
| Roverino (Camporosso, Ventimiglia)                                                    | SIC     |          | IT1315716          | T    | 336  | 43.805833°N 7.609722°E |
| Monte Grammondo - Torrente Bevera (Airole, Olivetta San Michele, Ventimiglia)         | SIC     |          | IT1315717          | T    | 2642 | 43.832222°N 7.527778°E |
| Torrente Nervia (Ventimiglia, Camporosso)                                             | SIC     |          | IT1315719          | T    | 44   | 43.8025°N 7.625833°E   |
| Fiume Roia (Ventimiglia)                                                              | SIC     |          | IT1315720          | T    | 120  | 43.816111°N 7.591111°E |
| Bassa Valle Armea                                                                     | SIC     |          | IT1315805          | T    | 789  | 43.871389°N 7.808333°E |
| Monte Nero - Monte Bignone                                                            | SIC     |          | IT1315806          | T    | 3388 | 43.841944°N 7.725833°E |
| Pompeiana                                                                             | SIC     |          | IT1315922          | T    | 184  | 43.864722°N 7.894167°E |
| Fondali Porto Maurizio - San Lorenzo al Mare - Torre dei Marmi                        | SIC     |          | IT1315971          | M    | 1202 | 43.8525°N 7.981667°E   |
| Fondali Riva Ligure - Cipressa                                                        | SIC     |          | IT1315972          | M    | 473  | 43.824444°N 7.904444°E |
| Fondali Arma di Taggia - Punta San Martino                                            | SIC     |          | IT1315973          | M    | 450  | 43.817778°N 7.805°E    |
| Capo Berta                                                                            | SIC     |          | IT1316001          | T    | 38   | 43.895°N 8.075°E       |
| Capo Mortola                                                                          | SIC     |          | IT1316118          | T    | 50   | 43.783611°N 7.551111°E |
| Fondali Capo Mortola - San Gaetano                                                    | SIC     |          | IT1316175          | M    | 339  | 43.781389°N 7.561667°E |
| Fondali San Remo - Arziglia                                                           | SIC     |          | IT1316274          | M    | 564  | 43.791944°N 7.730833°E |
| Piancavallo                                                                           | ZPS     |          | IT1313776          | T    |      |                        |
| Saccarello - Garlenda                                                                 | ZPS     |          | IT1314677          | T    |      |                        |
| Sciorella                                                                             | ZPS     |          | IT1314678          | T    |      |                        |
| Toraggio - Gerbonte                                                                   | ZPS     |          | IT1314679          | T    |      |                        |
| Testa d'Alpe - Alto                                                                   | ZPS     |          | IT1315380          | T    |      |                        |
| Ceppo - Tomena                                                                        | ZPS     |          | IT1315481          | T    |      |                        |

### Provincia di Genova
| Definizione dell’area (Comune di appartenenza)                                                                          | SIC/ZPS | Immagine | Codice Natura 2000 | Note                                                    | Sup.  | Coordinate             |
| --- | ------- | -------- | ------------------ | ------------------------------------------------------- | ----- | ---------------------- |
| Conglomerato di Vobbia                                                                                                  | SIC     |          | IT1330213          | T                                                       | 2976  | 44.6°N 9°E             |
| Rio di Vallenzona | SIC     |          | IT1330223          | T                                                       | 118   | 44.613889°N 9.094444°E |
| Pian della Badia (Tiglieto)                                                                                             | SIC     |          | IT1330620          | T                                                       | 249   | 44.533333°N 8.6°E      |
| Rio Ciaè | SIC     |          | IT1330893          | T                                                       | 1104  | 44.513611°N 8.9625°E   |
| Parco dell'Antola | SIC     |          | IT1330905          | T                                                       | 2653  | 44.5875°N 9.196944°E   |
| Rio Pentemina | SIC     |          | IT1330925          | T                                                       | 294   | 44.534°N 9.102°E       |
| Lago Marcotto - Roccabruna - Gifarco - Lago della Nave                                                                  | SIC     |          | IT1331012          | T                                                       | 2159  | 44.533333°N 9.333333°E |
| Lago Brugneto | SIC     |          | IT1331019          | T                                                       | 767   | 44.533333°N 9.2°E      |
| Parco dell'Aveto | SIC     |          | IT1331104          | T                                                       | 6903  | 44.483333°N 9.433333°E |
| Beigua - Monte Dente - Gargassa - Pavaglione                                                                            | SIC     |          | IT1331402          | T                                                       | 16922 | 44.454444°N 8.583889°E |
| Praglia - Pracaban - Monte Leco - Punta Martin (Campo Ligure, Campomorone, Ceranesi, Genova, Masone, Mele, Rossiglione) | SIC     |          | IT1331501          | T                                                       | 6958  | 44.503056°N 8.825°E    |
| Torre Quezzi | SIC     |          | IT1331606          | T                                                       | 8,9   | 44.428889°N 8.971389°E |
| Monte Gazzo | SIC     |          | IT1331615          | T                                                       | 443   | 44.4475°N 8.843611°E   |
| Monte Fasce | SIC     |          | IT1331718          | T                                                       | 1165  | 44.406111°N 9.045278°E |
| Val Noci - Torrente Geirato - Alpesisa ( Genova, Montoggio)                                                             | SIC     |          | IT1331721          | T                                                       | 637   | 44.483056°N 9.040556°E |
| Monte Ramaceto | SIC     |          | IT1331810          | T                                                       | 2924  | 44.440833°N 9.3125°E   |
| Monte Caucaso | SIC     |          | IT1331811          | T                                                       | 293   | 44.458611°N 9.230556°E |
| Monte Zatta - Passo Bocco - Passo Chiapparino - Monte Bossea                                                            | SIC     |          | IT1331909          | T                                                       | 3034  | 44.387222°N 9.462778°E |
| Fondali Arenzano - Punta Ivrea                                                                                          | SIC     |          | IT1332477          | M                                                       | 306   | 44.386667°N 8.680556°E |
| Fondali Nervi - Sori | SIC     |          | IT1332575          | M                                                       | 609   | 44.37°N 9.073°E        |
| Fondali Boccadasse - Nervi                                                                                              | SIC     |          | IT1332576          | M                                                       | 526   | 44.38°N 8.996111°E     |
| Parco di Portofino | SIC     |          | IT1332603          | T; è compreso nel Parco naturale regionale di Portofino | 1196  | 44.322778°N 9.181667°E |
| Pineta - Lecceta di Chiavari                                                                                            | SIC     |          | IT1332614          | T                                                       | 144   | 44.326389°N 9.303333°E |
| Rio Tuia - Montallegro                                                                                                  | SIC     |          | IT1332622          | T                                                       | 453   | 44.358333°N 9.265278°E |
| Fondali Golfo di Rapallo                                                                                                | SIC     |          | IT1332673          | M                                                       | 99    | 44.338056°N 9.248889°E |
| Fondali Monte Portofino                                                                                                 | SIC     |          | IT1332674          | Comprende l'Area naturale marina protetta Portofino     | 544   | 44.317222°N 9.149722°E |
| Foce e medio corso del Fiume Entella                                                                                    | SIC     |          | IT1332717          | T                                                       | 78    | 44.350278°N 9.3575°E   |
| Punta Baffe - Punta Moneglia - Val Petronio (Sestri Levante, Moneglia, Casarza Ligure, Castiglione Chiavarese)          | SIC     |          | IT1333307          | T                                                       | 1308  | 44.253611°N 9.466667°E |
| Punta Manara | SIC     |          | IT1333308          | T                                                       | 205   | 44.260833°N 9.4075°E   |
| Rocche di Sant'Anna - Valle del Fico                                                                                    | SIC     |          | IT1333316          | T                                                       | 127   | 44.287222°N 9.391944°E |
| Fondali Punta di Moneglia                                                                                               | SIC     |          | IT1333369          | M                                                       | 36    | 44.233056°N 9.474444°E |
| Fondali Punta Baffe | SIC     |          | IT1333370          | M                                                       | 24    | 44.24°N 9.438611°E     |
| Fondali Punta Manara | SIC     |          | IT1333371          | M                                                       | 148   | 44.25°N 9.400556°E     |
| Fondali Punta Sestri | SIC     |          | IT1333372          | M                                                       | 29    | 44.265°N 9.389167°E    |
| Beigua - Turchino | ZPS     |          | IT1331578          | T                                                       | 9914  |                        |

### Provincia di Savona
La lista che segue è stata aggiornata nel giugno 2016 a cura della regione Liguria; M sta per SIC marino, T per terrestre.
| Definizione dell’area (Comune di appartenenza)                                                         | SIC/ZPS | Immagine | Codice Natura 2000 | Note | Sup. | Coordinate             |
| --- | ------- | -------- | ------------------ | ---- | ---- | ---------------------- |
| Piana Crixia                                                                                           | SIC     |          | IT1320425          | T    | 801  | 44.508333°N 8.266667°E |
| Rocchetta Cairo                                                                                        | SIC     |          | IT1321205          | T    | 156  | 44.433333°N 8.291667°E |
| Foresta della Deiva - Torrente Erro                                                                    | SIC     |          | IT1321313          | T    | 886  | 44.475°N 8.466667°E    |
| Croce della Tia - Rio Barchei                                                                          | SIC     |          | IT1322122          | T    | 660  | 44.332778°N 8.145556°E |
| Ronco di Maglio (Bormida, Mallare, Osiglia, Pallare)                                                   | SIC     |          | IT1322216          | T    | 1449 | 44.310833°N 8.249722°E |
| Bric Tana - Bric Mongarda                                                                              | SIC     |          | IT1322217          | T    | 168  | 44.350278°N 8.215833°E |
| Tenuta Quassolo                                                                                        | SIC     |          | IT1322219          | T    | 35   | 44.368611°N 8.274444°E |
| Cave Ferecchi                                                                                          | SIC     |          | IT1322223          | T    | 37   | 44.375556°N 8.208889°E |
| Rocca dell'Adelasia                                                                                    | SIC     |          | IT1322304          | T    | 2190 | 44.390278°N 8.364444°E |
| Foresta Cadibona                                                                                       | SIC     |          | IT1322326          | T    | 452  | 44.357778°N 8.379722°E |
| Fondali Varazze - Albisola                                                                             | SIC     |          | IT1322470          | M    | 91   | 44.327°N 8.534°E       |
| Monte Spinarda - Rio Nero (Bardineto, Calizzano)                                                       | SIC     |          | IT1323014          | T    | 943  | 44.216667°N 8.088611°E |
| Bric Zerbi                                                                                             | SIC     |          | IT1323021          | T    | 711  | 44.278333°N 8.106944°E |
| Monte Carmo - Monte Settepani                                                                          | SIC     |          | IT1323112          | T    | 7575 | 44.217778°N 8.183333°E |
| Lago di Osiglia (Osiglia)                                                                              | SIC     |          | IT1323115          | T    | 409  | 44.300556°N 8.196111°E |
| Finalese - Capo Noli                                                                                   | SIC     |          | IT1323201          | T    | 2782 | 44.198056°N 8.383611°E |
| Isola Bergeggi - Punta Predani                                                                         | SIC     |          | IT1323202          | T    | 9,7  | 44.241944°N 8.444444°E |
| Rocca dei Corvi - Mao - Mortou                                                                         | SIC     |          | IT1323203          | T    | 1613 | 44.255°N 8.354444°E    |
| Fondali Noli - Bergeggi                                                                                | SIC     |          | IT1323271          | M    | 380  | 44.228611°N 8.429444°E |
| Monte Galero (Castelbianco, Erli, Nasino, Zuccarello)                                                  | SIC     |          | IT1323920          | T    | 3194 | 44.131111°N 8.045°E    |
| Monte Ciazze Secche                                                                                    | SIC     |          | IT1324007          | T    | 302  | 44.153333°N 8.248333°E |
| Monte Ravinet - Rocca Barbena ( Balestrino, Boissano, Castelvecchio di Rocca Barbena, Loano, Toirano ) | SIC     |          | IT1324011          | T    | 2576 | 44.145278°N 8.180833°E |
| Fondali Finale Ligure                                                                                  | SIC     |          | IT1324172          | M    | 48   | 44.174°N 8.377°E       |
| Castell'Ermo - Peso Grande                                                                             | SIC     |          | IT1324818          | T    | 1964 | 44.097222°N 8.044722°E |
| Lerrone - Valloni                                                                                      | SIC     |          | IT1324896          | T    | 21   | 44.031944°N 8.099167°E |
| Isola Gallinara (Albenga)                                                                              | SIC     |          | IT1324908          | T    | 10   | 44.025556°N 8.226111°E |
| Torrente Arroscia e Centa                                                                              | SIC     |          | IT1324909          | T    | 189  | 44.052778°N 8.171111°E |
| Monte Acuto - Poggio Grande - Rio Torsero                                                              | SIC     |          | IT1324910          | T    | 2420 | 44.101944°N 8.179722°E |
| Fondali Loano - Albenga                                                                                | SIC     |          | IT1324973          | M    | 541  | 44.088333°N 8.238056°E |
| Fondali Santa Croce - Gallinara - Capo Lena                                                            | SIC     |          | IT1324974          | M    | 213  | 44.025833°N 8.200278°E |
| Capo Mele                                                                                              | SIC     |          | IT1325624          | T    | 104  | 43.958889°N 8.168889°E |
| Fondali Capo Mele - Alassio                                                                            | SIC     |          | IT1325675          | M    | 206  | 43.978611°N 8.163611°E |
| Beigua - Turchino                                                                                      | ZPS     |          | IT1331578          | T    | 9914 |                        |

### Provincia della Spezia
La lista che segue è stata aggiornata nel giugno 2016 a cura della regione Liguria; M sta per SIC marino, T per terrestre.
| Definizione dell’area (Comune di appartenenza)                   | SIC/ZPS | Immagine | Codice Natura 2000 | Note | Sup. | Coordinate             |
| ---------------------------------------------------------------- | ------- | -------- | ------------------ | ---- | ---- | ---------------------- |
| Monte Zatta - Passo del Bocco - Passo Chiapparino - Monte Bossea | SIC     |          | IT1331909          | T    | 3034 | 44.387222°N 9.462778°E |
| Monte Verruga - Monte Zenone - Roccagrande - Monte Pu            | SIC     |          | IT1342806          | T    | 3757 | 44.332222°N 9.495°E    |
| Deiva - Bracco - Pietra di Vasca - Mola                          | SIC     |          | IT1343412          | T    | 2031 | 44.387222°N 9.462778°E |
| Rio Borsa - Torrente Vara                                        | SIC     |          | IT1342813          | T    | 174  | 44.353611°N 9.597778°E |
| Rio Colla                                                        | SIC     |          | IT1342824          | T    | 24   | 44.307778°N 9.618889°E |
| Monte Antessio - Chiusola                                        | SIC     |          | IT1342907          | T    | 363  | 44.338056°N 9.716111°E |
| Monte Gottero - Passo del Lupo                                   | SIC     |          | IT1342908          | T    | 1186 | 44.365833°N 9.664167°E |
| Guaitarola                                                       | SIC     |          | IT1343415          | T    | 581  | 44.221111°N 9.580556°E |
| Monte Serro                                                      | SIC     |          | IT1343419          | T    | 262  | 44.215278°N 9.532778°E |
| Rio di Agnola                                                    | SIC     |          | IT1343425          | T    | 129  | 44.274722°N 9.626944°E |
| Parco della Magra - Vara                                         | SIC     |          | IT1343502          | T    | 2710 | 44.172222°N 9.864444°E |
| Monte Cornoviglio - Monte Fiorito - Monte Dragnone               | SIC     |          | IT1343511          | T    | 718  | 44.276944°N 9.822222°E |
| Gruzza di Veppo                                                  | SIC     |          | IT1343518          | T    | 230  | 44.273611°N 9.800278°E |
| Zona carsica di Cassana                                          | SIC     |          | IT1343520          | T    | 119  | 44.206944°N 9.694722°E |
| Torrente Mangia                                                  | SIC     |          | IT1343526          | T    | 11   | 44.265°N 9.707222°E    |
| Punta Mesco                                                      | SIC     |          | IT1344210          | T    | 742  | 44.154167°N 9.627222°E |
| Costa di Bonassola - Framura                                     | SIC     |          | IT1344216          | T    | 128  | 44.19°N 9.574722°E     |
| Zona carsica di Pignone                                          | SIC     |          | IT1344321          | T    | 32   | 44.173889°N 9.724444°E |
| Costa Riomaggiore - Monterosso                                   | SIC     |          | IT1344323          | T    | 169  | 44.128889°N 9.693611°E |
| Brina e Nuda di Ponzano                                          | SIC     |          | IT1344422          | T    | 239  | 44.1475°N 9.936111°E   |
| Portovenere - Riomaggiore - S.Benedetto                          | SIC     |          | IT1345005          | T    | 2665 | 44.102778°N 9.771944°E |
| Piana del Magra                                                  | SIC     |          | IT1345101          | T    | 577  | 44.061111°N 9.991667°E |
| Isole Tino-Tinetto (Portovenere)                                 | SIC     |          | IT1345103          | T    | 15   | 44.026389°N 9.851389°E |
| Isola Palmaria (Portovenere)                                     | SIC     |          | IT1345104          | T    | 164  | 44.041944°N 9.844444°E |
| Montemarcello                                                    | SIC     |          | IT1345109          | T    | 1401 | 44.073889°N 9.945556°E |
| Costa di Maralunga                                               | SIC     |          | IT1345114          | T    | 43   | 44.0625°N 9.922222°E   |
| Fondali Punta Apicchi                                            | SIC     |          | IT1343474          | M    | 52   | 44.203611°N 9.537222°E |
| Fondali Punta Mesco - Riomaggiore                                | SIC     |          | IT1344270          | M    | 546  | 44.125833°N 9.695833°E |
| Fondali Punta Picetto                                            | SIC     |          | IT1344271          | M    | 16   | 44.159722°N 9.604722°E |
| Fondali Punta Levanto                                            | SIC     |          | IT1344272          | M    | 57   | 44.171389°N 9.590278°E |
| Fondali Anzo - Punta della Madonna                               | SIC     |          | IT1344273          | M    | 43   | 44.188889°N 9.566944°E |
| Fondali Isole Palmaria - Tino - Tinetto                          | SIC     |          | IT1345175          | M    | 14   | 44.026389°N 9.855278°E |